# Cool as Ice
Cool as Ice is een Amerikaanse dramafilm uit 1995 met in de hoofdrol Vanilla Ice. 

## Plot
Rapper Johnny van Owen (Ice) valt voor een meisje in een klein dorp.

## Ontvangst
De recensies voor de film waren heel erg slecht en wist alleen 1 miljoen dollar van zijn budget van 6 miljoen dollar terug te krijgen.
De film was genomineerd voor zeven Razzies en won de prijs voor slechtste nieuwe ster (Ice).

## Rolverdeling
| Acteur             | Personage              |
| ------------------ | ---------------------- |
| Vanilla Ice        | John 'Johnny' Van Owen |
| Kristin Minter     | Kathy Winslow          |
| Michael Gross      | Gordon Winslow         |
| Deezer D           | Jazz                   |
| John Haymes Newton | Nick                   |
| Candy Clark        | Grace Winslow          |
| Victor DiMattia    | Tommy Winslow          |